# Mannitol
Mannitol là một loại đường rượu nhưng cũng được sử dụng với vai trò một loại thuốc.  Với vai trò là một loại đường, chúng thường được sử dụng như một chất làm ngọt trong thực phẩm cho người tiểu đường, vì chúng được hấp thu kém ở ruột. Với vai trò là một loại thuốc, chúng sẽ được sử dụng để giảm áp lực trong mắt, như trong bệnh tăng nhãn áp, và để giảm áp lực nội sọ cao. Về mặt y tế, chúng được đưa vào cơ thể bằng cách tiêm. Các hiệu ứng thường bắt đầu trong vòng 15 phút và kéo dài tối đa 8 giờ.
Các tác dụng phụ thường gặp từ việc sử dụng y tế bao gồm các vấn đề về điện giải và mất nước. Các tác dụng phụ nghiêm trọng khác có thể có như suy tim và suy thận nặng.] Không rõ liệu sử dụng có an toàn trong thai kỳ hay không. Mannitol nằm trong nhóm thuốc lợi tiểu thẩm thấu và hoạt động bằng cách kéo chất lỏng từ não và mắt.
Joseph Louis Proust đã phát hiện ra mannitol vào năm 1806. Nó nằm trong danh sách các thuốc thiết yếu của Tổ chức Y tế Thế giới, tức là nhóm các loại thuốc hiệu quả và an toàn nhất cần thiết trong một hệ thống y tế. Chi phí bán buôn ở các nước đang phát triển là khoảng US $ 1,12 đến 5,80 một liều. Tại Hoa Kỳ, một đợt điều trị có giá từ 25 đến 50 đô la. Ban đầu nó được làm từ tro hoa và được gọi là manna do nó giống với thực phẩm có mặt trong Kinh Thánh. Mannitol nằm trong danh sách thuốc cấm của Cơ quan Chống Doping Toàn cầu vì lo ngại rằng nó có thể che giấu các loại thuốc khác.